# طقسوس متوسط
طقسوس متوسط (الاسم العلمي: Taxus x media) هو نوع هجين غير مؤكد من النباتات يتبع جنس الطقسوس من الفصيلة الطقسوسية.